# Sugababes

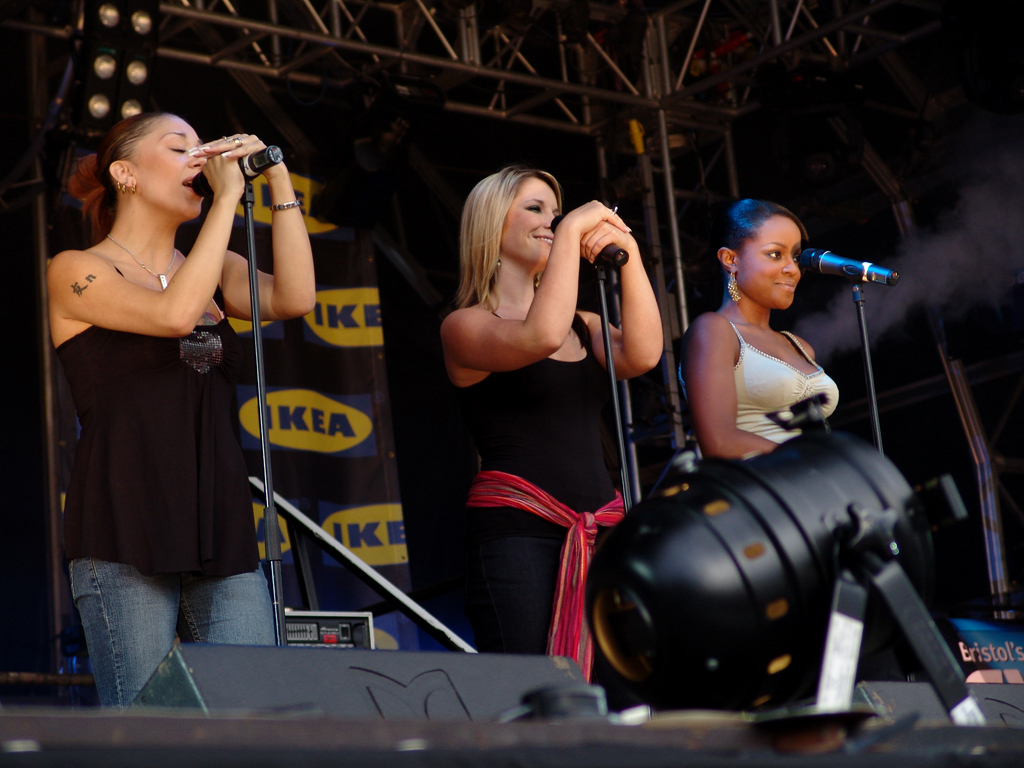
Sugababes 2005: Mutya Buena, Heidi Range och Keisha Buchanan.

Sugababes är en brittisk popgrupp som bildades 1998. Gruppen bytte medlemmar tre gånger sedan bildandet men sedan 2019 återigen består av original medlemmarna Mutya Buena, Keisha Buchanan och Siobhán Donaghy.
Gruppen har från 2000 till 2010 givit ut 25 singlar, varav 5 har toppat UK Singles Chart.

## Biografi
Keisha Buchanan och Mutya Buena var barndomsvänner och träffade tredje originalmedlemmen Siobhán Donaghy på en garagefest när de var tretton år. Buchanans familj kommer från Jamaica och Buenas familj från Filippinerna. 1998 bestämde de sig för att starta en grupp. När de var 14 blev de signade av London Records och jobbade med Cameron McVey, som också jobbat med All Saints.

### One Touch (2000)
Första singeln, "Overload" kom in på UK Top 10 och blev nominerad till en Brit Award. Gruppen skrev albumet till stor del själv, och släppte ytterligare tre singlar "New Year", "Run For Cover" och "Soul Sound", som alla kom in på UK Top 40.
Trots detta sålde debutalbumet One Touch inte tillräckligt bra och de förlorade skivkontraktet med London Records 2001. Mitt under en turné i Japan hoppade Siobhán Donaghy av bandet efter påstådd mobbning inom gruppen. Hon bestämde sig senare för att starta en solokarriär. Hennes album Revolution In Me sålde inte lika bra som Sugababes One Touch och även hon förlorade skivkontraktet, men fick 2005 nytt kontrakt med Parlophone Records.
Heidi Range från Liverpool ersatte Donaghy, och Sugababes fick kontrakt med Island Records. Första singeln blev "Freak Like Me. Andra singeln, "Round Round", producerad av Xenomania, blev gruppens andra förstaplatssingel i Storbritannien och den blev nummer två i Nederländerna och Nya Zeeland.

### Angels With Dirty Faces (2002)
Sugababes andra album Angels With Dirty Faces (vars namn är taget efter en gammal film med James Cagney), blev en försäljningssuccé i hela Europa. Tredje singeln "Stronger" kom till topp tio i Nederländerna och Norge, medan en dubbel A-sida av "Stronger" och albumets titelspår, "Angels With Dirty Faces", soundtracket till The Powerpuff Girls Movie, kom till topp tio i England. Fjärde singeln "Shape" innehåller samplingar av Sting-klassikern, "Shape Of My Heart".

### Three (2003)
Gruppens tredje album Three gavs ut i slutet av 2003 och kom in på topp tre på de engelska listorna. Första singeln "Hole in the Head", blev gruppens tredje förstaplatssingel i England. Andra singeln "Too Lost In You" (skriven av Diane Warren), var soundtrack till filmen Love Actually. Tredje singeln "In the Middle" blev topp tio i England. Fjärde och sista singeln var balladen "Caught In A Moment", vilken kom på #8 i England.
Efter en paus från musiken, under inspelningen av deras fjärde album, födde Mutya en dotter, Tahlia, i mars 2005. Gruppens första framträdande på över ett år var på Live 8 i Edinburgh.

### Taller in More Ways (2005)
2005 släpptes gruppens fjärde album Taller in More Ways som kom att sälja tre gånger platina och blev deras största försäljningssuccé hittills med 1,1 miljoner sålda exemplar. På albumet fanns gruppens mest framgångsrika singel hittills "Push the Button" som släpptes 25 augusti samma år. Senare släpptes även spåren "Ugly" och "Red Dress" som singlar vilka båda nådde höga placeringar på listor världen över.
Den 21 december 2005 ersatte Amelle Berrabah originalmedlemmen Mutya Buena. Efter det gjordes en nyinspelning av albumet med sångpartier med Berrabah. Under 2006 släpptes en nyutgåva av albumet.

### Catfights and Spotlights (2008)
I september 2009 byttes originalmedlemmen Keisha Buchanan ut mot Jade Ewen, vilket innebar att alla originalmedlemmarna nu hade lämnat gruppen.

### Uppehåll (2011–2019)
Jade Ewen uppgav i flera intervjuer under 2013 att hon inte ser en fortsättning i gruppen som möjlig, att bandet har "runnit ut i sanden" redan under 2011 och att bandmedlemmarna numera sysslar med andra projekt.
I flera intervjuer under 2013 uppgav Amelle Berrabah att hon hoppas på att Sugababes återförenas under slutet av 2014.
Heidi Range uppgav under januari 2014 att det inte hade skett någon officiell splittring av gruppen, men att de samtidigt inte hade några gemensamma planer för framtiden.

## Medlemmar

### Nuvarande medlemmar
- Keisha Buchanan (1998–2009, 2011–present)
- Mutya Buena (1998–2005, 2011–present)
- Siobhán Donaghy (1998–2001, 2011–present)

### Tidigare medlemmar
- Heidi Range (2001–2011)
- Amelle Berrabah (2005–2011)
- Jade Ewen (2009–2011)

## Diskografi

### Studioalbum
- 2000 – One Touch
- 2002 – Angels with Dirty Faces
- 2003 – Three
- 2005 – Taller in More Ways
- 2006 – Taller in More Ways (återutgåva)
- 2007 – Change
- 2008 – Catfights and Spotlights
- 2010 – Sweet 7
- 2022 – The Lost Tapes

### Samlingsalbum
- 2006 – Overloaded: The Singles Collection
- 2011 – The Best of the Bs/The Complete Bs

### Singlar
- 2000 – "Overload"
- 2000 – "New Year"
- 2001 – "Run for Cover"
- 2001 – "Soul Sound"
- 2002 – "Freak Like Me"
- 2002 – "Round Round"
- 2002 – "Stronger" / "Angels With Dirty Faces"
- 2003 – "Shape"
- 2003 – "Hole in the Head"
- 2003 – "Too Lost in You"
- 2004 – "In the Middle"
- 2004 – "Caught in a Moment"
- 2005 – "Push the Button"
- 2005 – "Ugly"
- 2006 – "Red Dress"
- 2006 – "Follow Me Home"
- 2006 – "Easy"
- 2007 – "Walk This Way"
- 2007 – "About You Now"
- 2007 – "Change"
- 2008 – "Denial"
- 2008 – "Girls"
- 2008 – "No Can Do"
- 2009 – "Get Sexy"
- 2009 – "About A Girl"
- 2010 – "Wear My Kiss"